# Las Parcelas, Joquicingo
Las Parcelas är ett samhälle i kommunen Joquicingo i delstaten Mexiko i Mexiko. Orten hade 262 invånare vid folkräkningen år 2010.